# 霍斯勞三世
霍斯勞三世是波斯萨珊王朝在公元628年－632年內戰期間的其中一名君主，他於公元630年短暫統治呼羅珊地區數個月的時間。

## 名字
霍斯勞之名最早源自阿維斯陀語，其原意為「擁有良好聲譽之人」。

## 生平
有關霍斯勞三世的出身背景極為模糊不清，在某些歷史文獻中，他被認為是喀瓦德二世的兒子，而另一部份史料則稱其為霍斯劳二世之子。根據英國歷史學家克利福德·埃德蒙德·博斯沃思的研究指出，霍斯勞三世似乎最有可能是霍斯勞二世的兒子。霍斯勞三世原本居住於「突厥人的土地」上，在他得知萨珊王朝發生內亂後，便動身前往波斯並成功統治部分呼羅珊地區三個月的時間，最終他被當地的總督殺死。在其發行的錢幣上，霍斯勞三世頭戴與霍斯勞二世相仿的王冠，王冠頂部有著象徵勝利之神烏魯斯拉格納的一對翅膀。除此之外，從錢幣上刻印的霍斯勞三世肖像可得知他並未蓄鬚，於薩珊王朝漫長的歷史中，他和阿尔达希尔三世是唯二沒有鬍鬚的男性君主。